# Ahmad al-Badawī

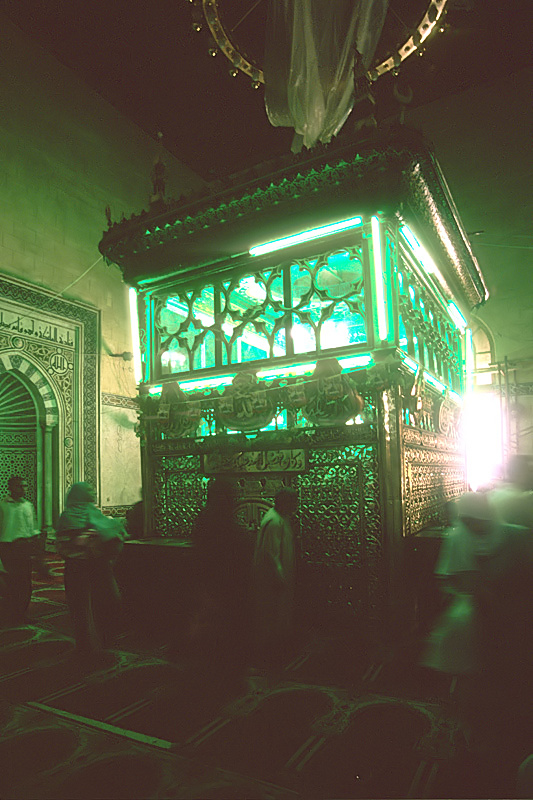
Grabmal des Badawi in Tanta

Scheich Ahmad al-Badawī (arabisch أحمد البدوي, DMG Aḥmad al-Badawī; geb. um 1199 in Fès, Marokko; gest. 24. August 1276 in Tanta, Ägypten) war ein schāfiitischer Prediger und Sufi. Er gilt bis heute als beliebtester Heiliger bei den Muslimen Ägyptens und wird oft nur as-Sayyid genannt. Er ist Gründer des ägyptischen Sufi-Ordens Badawiyya. Weil er sein Gesicht wie ein Beduine bedeckte, war er unter dem Namen al-Badawi, „der Beduine“ bekannt. Zudem erhielt er zahlreiche weitere Beinamen.

## Leben und Nachwirkung
Sayyid Ahmad scheint der jüngste von sieben oder acht Geschwistern gewesen zu sein. Seine Mutter hieß Fatima, sein Vater ʿAli al-Badrī, Weiteres ist über ihn nicht bekannt. Seine Abstammung führte er bis auf ʿAlī ibn Abī Tālib zurück. In den Jahren 1206–1211 vollzog Ahmad mit seinen Eltern die Wallfahrt nach Mekka, das sie nach vierjähriger Reise erreichten. In Mekka starb sein Vater. Ahmad zeichnete sich dort als geübter Reiter aus.
Um 1230 scheint er eine innere Krise durchgemacht zu haben. Er beherrschte die Koranrezitation auf sieben verschiedene Arten und studierte kurz die Grundlagen der schafiitischen Rechtsschule. Er vertiefte sich in die religiöse Hingabe und schlug ein Heiratsangebot aus. Mehr und mehr entfernte er sich von der Gemeinschaft, wurde schweigsam und wollte sich gar nur noch mit Zeichen verständigen. Nach einigen Quellen erhielt er im Jahre 1236 in drei Träumen den Befehl, in den Irak aufzubrechen, wohin er sich in Begleitung seines älteren Bruders Hasan begab. In Bagdad und in Tel Afar besuchten sie die Gräber der zwei großen „Pole“ Ahmed Rifai und Abd al-Qadir al-Dschilani sowie weitere Heiligengräber, darunter von Mansur al-Hallādsch.
1236 kehrte er nach einer weiteren Vision, die ihn aufforderte, nach Tanta zu reisen, wieder ins Ayyubiden-Reich zurück. Bei seiner Ankunft im Nildelta wurde er vom Sultan der Ayyubiden, al-Kamil Muhammad al-Malik, persönlich empfangen. Der Ayyubiden-Sultan wurde kurze Zeit später zu einem seiner Murid (Schüler; arabisch مريد „der Wollende“). Sayyid Badawī wurde im Ayyubidenreich sehr bekannt. Gottverliebte kamen aus den verschiedensten Orten der Erde, um an seiner Suhbat (sufistisch für Unterhaltung zwischen Scheich und Schülern) teilnehmen zu können.
Seine Lebensweise in Tanta wird wie folgt beschrieben: 

„Er stieg in Tanta auf das Dach eines Privathauses und blieb dort reglos. Er fixierte die Sonne mit seinem Blick so sehr, bis seine Augen rot und schmerzhaft wurden und glühender Kohle glichen. Zuweilen blieb er in tiefem Schweigen, manchmal schrie er auch ohne Unterlass. Er fastete manchmal vierzig Tage.“

 Zu seinen Anhängern in Tanta gehörte ein Junge namens ʿAbd el-ʿĀl, der seinen Meister bat, seine kranken Augen zu heilen, und der in der Folge sein Vertrauter und sein Nachfolger (Chalifa) wurde. Ahmad al-Badawi starb am 12. Rabīʿ al-awwal 675 AH bzw. 24. August 1276.

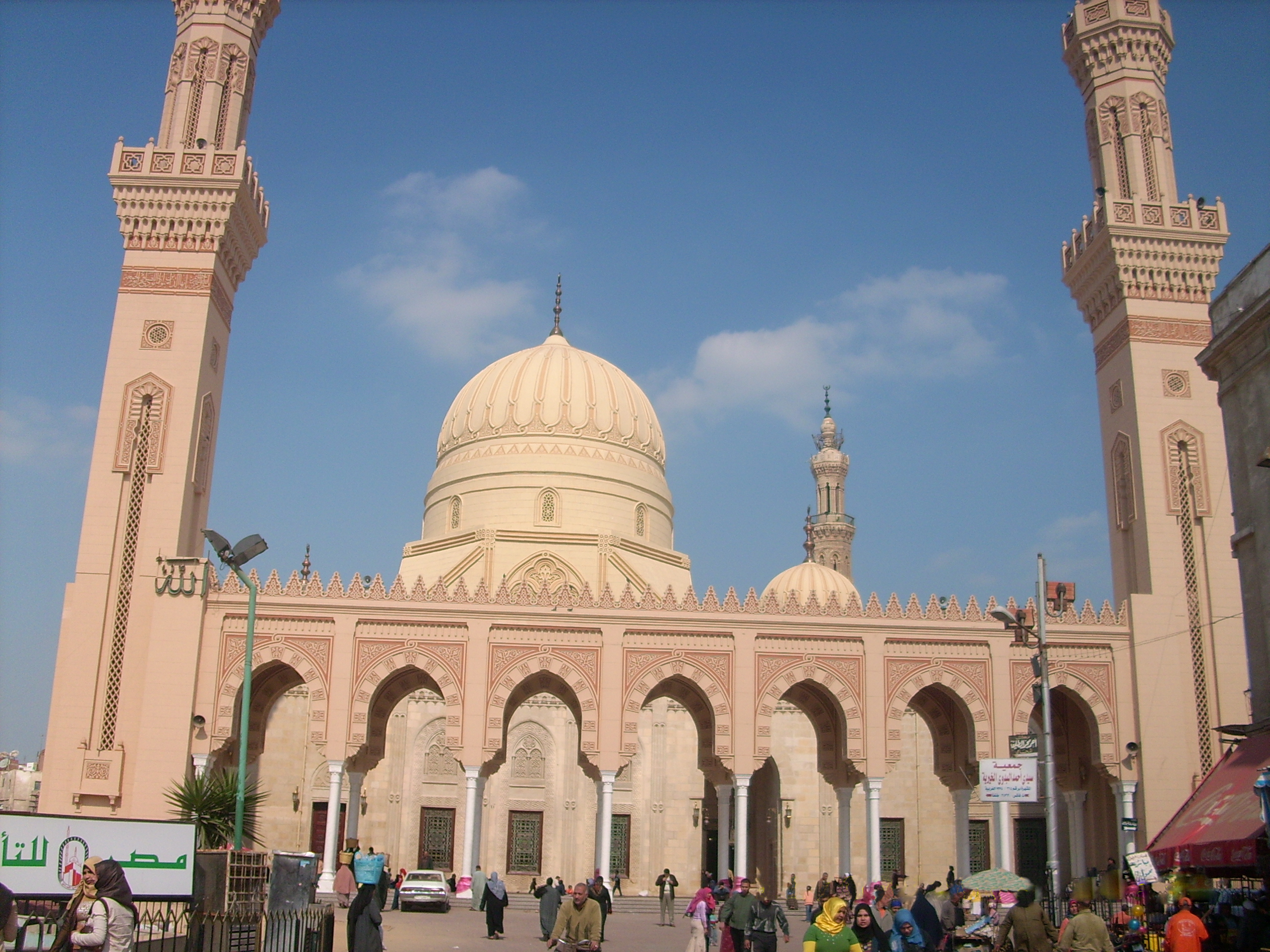
Die Badawi-Moschee in Tanta

Badawīs Grab befindet sich im Inneren der Ahmad-al-Badawi-Moschee, wo jährlich aus dem Koran rezitiert sowie Mevlid-Scherife-Gedichte vorgelesen werden. An dem eine Woche andauernden Fest nehmen bis zu drei Millionen Menschen, darunter Gelehrte und Awliya von verschiedenen sunnitischen Sufiorden, teil.
Die Moschee ist 135 Meter lang und 60 Meter breit. Sie markiert mit der großen Kuppel die Stelle seines Grabes und unter der kleineren Kuppel befindet sich das Begräbnis von seinem Nachfolger Sīdī ʿAbd el-ʿĀl el-Fīschāwī. Sie wurde von den großen Mamelukenherrschern des Mittelalters Baibars (reg. 1260–1277) und Qait Bey (reg. 1468–1496) erbaut und erneuert.
Zu Ehren von Ahmad al-Badawi werden in Ägypten drei Feste (Maulid) begangen, an folgenden Daten:
1. 17. oder 18. Januar
2. um die Frühlingstagundnachtgleiche
3. etwa einen Monat nach der Sommersonnenwende, wenn der Nil schon viel Wasser führt, aber die Kanalschleusen noch nicht geöffnet sind.

Die Berechnung der Daten erfolgt nach dem Koptischen Kalender. Ignaz Goldziher weist in seinen Muhammedanischen Studien auf eine mögliche Verbindung zwischen den jährlichen Pilgerreisen nach Tanta und den Prozessionen im Alten Ägypten nach Bubastis hin, die bei Herodot beschrieben werden.